# Arlong
Arlong (アーロン) er en af de større fjender i animeen og mangaen One Piece.

## Personlighed og bekendtskaber
Arlong udviser den typiske tendens blandt fiskemennesker til at anse mennesker som lavere væsner og er ikke bange for at være grusom mod dem eller dræbe dem uden nåde. Han nyder også at udnytte dem for alle deres rigdomme.
Han accepterer ikke, at hans egen bande er bløde eller svage, men han behandler dem ikke nær så grusomt som mennesker, da de fleste af dem har samme syn på mennesker. Efter at Zoro dræbte en god del af Arlongs bande, viste det sig, at Arlong ser på dem som brødre og han blev særdeles pisset af, da Hatchan og Kuroobi blev besejret. Dette gør, at hans rolle som kaptajn næsten kan minde om Luffys; helt anderledes end andre One Piece-fjender. Han bliver ikke bange for noget og hans styrke har gjort ham ekstremt sikker på, at ham og hans bande er så godt som usynlige. Han er også god til at spotte talent, som han kan bruge til sine mål og er en fremragende strateg; han tilbragte år på at bruge Nami og hendes kort til at planlægge at overtage East Blue.

## Historie
Arlong var en frygtet og nådeløs pirat, som før nederlaget til Luffy var den med højest dusør i East Blue. Han var engang medlem af fiskemandspiraterne, hvor Jimbei var kaptajn. Så sluttede Jimbei sig til de syv samuraier og Arlong forlod banden af ukendte grunde, hvorefter han dannede en ny piratbande og forlod Grand Line i søgen efter nemmere mål.
Arlong havde sit domæne på en af de større øer i East Blue, hvor han kontrollere flere landsbyer. Han splittede sit skib ad og brugte materialerne til at bygge Arlong Park, en ottesalet bygning, der var hans hovedkvarter. Derfra planlagde han at erobre hele East Blue ved hjælp af sine fremragende undervandstaktikker.
Da Arlong og hans bande først ankom til øen, var den første landsby, han stødte på Cocoyashi, Namis hjem. Arlong begyndte at afpresse penge fra Cocoyashis indbyggere. Voksne skulle betale 100.000 dubloner og børn 50.000, ellers blev de henrettede. Bellemere (Namis adoptivmor) havde kun 100.000 dubloner, så hun betalte for Nami og Nojiko og ofrede sig selv. Arlong skød hende foran øjnene på Nami og Nojiko og kidnappede derefter Nami.
Han tvang Nami til at blive navigatør og korttegner i hans bande, men lavede en aftale med hende; Hvis hun gav ham 100.000.000 dubloner, ville han befri landsbyen og dens indbyggere.
8 år senere var Nami tæt på at opfylde sin del af aftalen ved hjælp af pengene, hun havde stjålet fra Monkey D. Luffy, men Arlong fik en korrupt marinekaptajn til at konfiskere pengene, så Nami for altid skulle tegne kort for ham.
Luffy var imidlertid fulgt efter Nami og så hende stikke sig selv i Arlong-tatoveringen i fortvivlelse. Luffy blev vred, da han kunne forstå, at Arlong havde givet Nami lidelser, så han tog kniven fra hende og accepterede uden tøven hendes bøn om hjælp. En lang og besværlig kamp fandt sted mellem Stråhattene og Arlongs bande. 
Til sidst var kun Luffy og Arlong på benene, og det så pænt sort ud for Luffy. Så blev Ruffy jaget op i den øverste etage af Arlong Park, hvor han fandt ud af noget om Namis slavearbejde for Arlong.
Luffy mærkede fortvivlelsen i rummet, blev rasende og pludselig vendte kampen sig.
Ved hjælp af en gum-gum-økse smadrede Ruffy både Arlong og Arlong Park. Der er blandt fans diskussioner om, hvorvidt Arlong overlevede dette. Det vides ikke.

## Evner
Arlong tilhører en race kaldet fiskemennesker; massive mennesker, der er meget større end almindelige mennesker. Arlong fortæller, at de er udviklede former af både mennesker og forskellige havdyr, hvilket giver dem overlegen styrke og hurtighed i forhold til almindelige mennesker. Arlong har løftet et hus med de bare næver og hans stærke kæber og spidse tænder bider med samme kraft i både metal, sten og kød.
Arlongs næse er blandt hans yndlingsvåben. Den er meget lang, har barberbladsskarpe takker og er meget robust. Faktisk kan han bruge den som et sværd og besejrede Roranoa Zoro med dem (dog var Zoro meget såret efter en tidligere kamp mod Hawkeye). Derudover kan han tage sine stenhårde, knivspidse tænder ud og bruge dem som våben. Derudover vokser der nye tænder, hvis de gamle bliver smadret og hvert nyt tandsæt er stærkeste end det gamle. På land er han altså en formidabel modstander og i vand er han så godt som uovervindelig. Sandsynligvis bad han kaptajn Nezumi om at give ham lav profil, ellers ville hans dusør nok være langt over 20.000.000 den dag i dag.

## Andet
- Arlong har en karakterisk latter, som begynder med Shaka (f.eks. Shakahahahaha)